# نرمینه لوکاچ
نرمینه لوکاچ (انگلیسی: Nermina Lukac؛ زادهٔ ۵ ژانویهٔ ۱۹۹۰) هنرپیشه، و بازیگر سینما اهل سوئد است.